# Розов, Давид Аронович
Давид Аронович Розов (1902, Прилуки, Полтавская губерния — 28 октября 1941, Куйбышев) — советский государственный деятель.

## Биография
Получил высшее образование. В 1926 году вступил в РКП(б). С 1936 по 1938 годы работал в Нью-Йорке (США), руководил Амторгом. Был заместителем Наркома торговли СССР. 
В Москве жил на улице Станкевича в доме 16/4 (квартира 25).
28 марта 1940 года был арестован по обвинению в участии в антисоветской организации. 28 октября 1941 года расстрелян в посёлке Барбыш под Куйбышевом. Там же была расстреляна его жена Зинаида Петровна Розова-Егорова (1902—1941), студентка Института иностранных языков. 
15 октября 1955 года Розов был посмертно реабилитирован постановлением генерального прокурора СССР.

## Память

Мемориал жертвам политических репрессий 1930-1940 годов в парке Гагарина

- В современной Самаре, в расположенном на месте посёлка Барбаш парке имени Ю. А. Гагарина, установлен мемориал памяти всех жертв сталинского террора, убитых в этом месте